# Палац мрій
Палац мрій (алб. Pallati i ëndrrave) — роман албанського письменника Ісмаїла Кадаре, написаний 1981 року. Дія роману нібито відбувається в Османській імперії, але у навмисно неточному минулому, затіненому міфом і покликаному сучасну тоталітарну державу. У «Палаці мрій» розповідається про стрімке зростання Марка-Алема, молодого османського албанця, пов'язаного з могутньою родиною Кепрюлю, в бюрократичному режимі титулярного палацу — тіньового міністерства, завданням якого є збирати, досліджувати та інтерпретувати сни підданих імперії, щоб виявити головні сни, які, як вважається, визначають майбутню долю султана та держави.
Задуманий у 1972—1973 роках і написаний між 1976 і 1981 роками, «Палац мрій» вважається одним із шедеврів Кадаре. Після екстреного засідання Спілки албанських письменників і публічного засудження Раміза Алії, призначеного наступника Енвера Ходжі, роман було заборонено через два тижні після його публікації, хоча, «за абсурдним збігом обставин», на той час книжка вже була розпродана.

## Тло

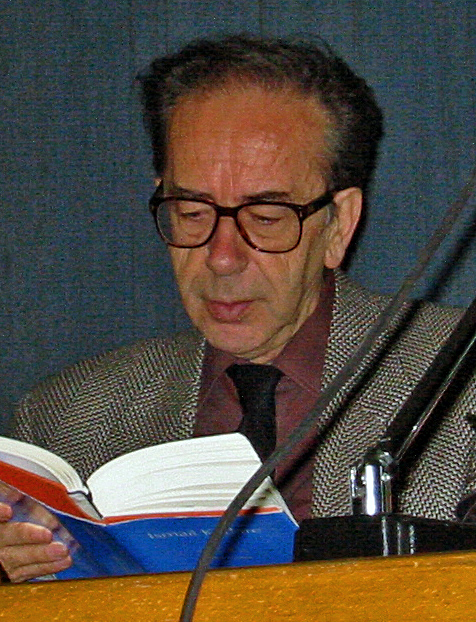
Ісмаїл Кадаре

Кадаре замаскував уривок «Палацу мрій» під оповідання й опублікував його разом із «Зламаним квітнем», «Примарним вершником» і «Весіллям» у своїй збірці з чотирьох новел 1980 року «Gjakftohtësia» («Холоднокровність»). Через свою, здавалося б, історичну природу, уривок залишився непоміченим цензурою. Наступного року під тією ж назвою Кадаре вдалося пронести весь роман до другого видання збірки «Emblema e dikurshme» («Знаки минулого»); завдяки тому, що історія вже одного разу отримала зелене світло, їй знову вдалося вислизнути від уваги цензорів.
Однак люди почали помічати, наскільки місце дії роману нагадує центральну частину Тирани, особливо площу Скандербег, з якої за кілька метрів видно Центральний комітет Албанської партії праці; буфет та архів Палацу мрій також нагадували про аналогічні об'єкти в цій будівлі. Подібність тоталітарної атмосфери в романі до атмосфери терору в Албанії Енвера Ходжі також була помічена читачами, як і те, що, хоча дія роману відбувається в Османській імперії, у ньому майже не помітно спроб автора дотримуватися історичної правдивості; навпаки, роман рясніє навмисними анахронізмами та двозначними пасажами, які мають на меті зробити розповідь якомога сучаснішою та актуальнішою, що є спільною рисою для більшості романів Кадаре.

## Сюжет
Розташований у «сибаритській, хоча й дещо млявій атмосфері Османської імперії», «Палац мрій», за його власним твердженням, є втіленням давньої мрії Кадаре створити персоналізоване бачення пекла, задумане як сучасний аналог Дантового «Пекла», і зазвичай порівнюється літературними критиками з подібними літературними винаходами Кафки, Орвелла, Замятіна та Борхеса.
Марк-Алем — двадцятирічний (наприкінці роману йому 28) османський албанець, нащадок (реального) впливового роду Кепрюлю в період його найбільшого панування. За ідеєю свого дядька, візира, який обіймає посаду міністра закордонних справ, Марк-Алем отримує роботу в таємничому та страшному Табір Сараї — державній установі, що займається вивченням сновидінь. Попри те, що він недосвідчений, на основі "рекомендації, що висить між загрозою та заступництвом («Ви нам підходите…»), його наймають у відділ «Відбору» Палацу, де до його обов'язків входить складання довгого списку цікавих снів та чернетки тлумачень найяскравіших із них, які потім передають на розгляд вищому керівництву. Потім вони передаються більш досвідченим інтерпретаторам у відділі «Тлумачення», які складають короткий список для майстрів-інтерпретаторів в «Офісі головного сну», які, використовуючи набагато більше, ніж досвід і словники сновидінь, вибирають і розшифровують символіку найбільш символічного головного сну і наприкінці кожного тижня передають його послання султанові. Оскільки сни сприймають, як послання Бога, вважається, що ці головні сни містять відповіді на питання про майбутнє імперії і можуть допомогти відвернути нещастя та звести нанівець можливі загрози.
Стрімко піднімаючись — на власний подив — ієрархічними сходами Табір-Сараю за рекордно короткий час, Марк-Алем поступово усвідомлює, що лабіринтовий Палац зберігає багато таємниць і має набагато більший вплив, ніж визнається публічно: від притягнення до відповідальності сновидців-саботажників за продукти їхньої підсвідомості до катувань і відповідальності за загибель цілих родин на основі тлумачення сновидінь, що, по суті, дає тому, хто контролює палац, майже необмежену владу. Алюзійний сон, з яким він стикається, коли ще був селекціонером сновидінь, зрештою виявляється безпосередньо пов'язаним з Кепрюлю, нібито викриваючи їх як албанських дисидентів в османському уряді, що призводить до кривавої сутички між прихильниками султана й візира, а розгублений Марк-Алем опинився посередині, не усвідомлюючи міри своєї провини, відповідальності та навіть власної ідентичності.
У постанові одного з дядьків Марка-Алема страчують, але його дядько візир і сім'я виживають зі збільшеною владою; його самого підносять на чолі Табір-Сараю.

## Цензура
На початку 1982 року, через очевидні алюзії роману на сталінську Албанію, у присутності кількох членів албанського Політбюро, зокрема Неджміє Ходжи та Раміза Алії, було скликано екстрене засідання Албанської ліги письменників і художників, ⁣ на якому «Палац мрій» було виразно й суворо засуджено. Кадаре звинуватили у прихованій атаці на комуністичний уряд. Наприкінці зустрічі Раміз Алія попередив Кадаре: «Народ і партія піднесли тебе на Олімп, але якщо ти не будеш їм вірний, вони скинуть тебе у прірву». Однак влада не бажала ув'язнити або обшукувати Кадаре, оскільки він став всесвітньо визнаним літературним діячем, і це викликало б міжнародний резонанс, чого, з огляду на стрімкий економічний занепад країни, влада хотіла уникнути за будь-яку ціну.
У результаті твір був заборонений, але не раніше, ніж було продано 20 000 примірників. З усіх своїх книг Кадаре найбільше пишається тим, що написав саме цю.

## Рецензія
За словами Жана-Крістофа Кастеллі, який пише для Vanity Fair, «Палац мрій» є «найсміливішим романом Кадаре» та «одним із найповніших бачень тоталітаризму, коли-небудь зафіксованих на папері». Джуліан Еванс в огляді Guardian погоджується з Кастеллі, роблячи висновок, що «якщо і є книга, яку варто заборонити в умовах диктатури, то це вона». Рецензент для Los Angeles Times описує книгу як «бездоганну … алегорію влади», зазначаючи, що в «її лаконічній геометрії Кадаре представив історичний і глибоко людський смуток».

## Переклади
«Палац мрій» перекладено багатьма мовами. Англійський переклад здійснила Барбара Брей з французької версії албанською мовою, яку переклав Ісуф Вріоні. Серед інших відомих перекладів роману можна назвати такі:
- 1990: To palati tōn oneirōn (грецька; тр. Helene Kekropolou)
- 1991: Palata snova (⁣серб.; тр. Shkelzen Maliqi)
- 1991: El palau dels somnis (⁣каталонська; тр. Марія Бохігас)
- 1991: Il palazzo dei sogni (⁣італ.; тр. Франческо Бруно)
- 1992: Drömmarnas palats (⁣шведська; tr. Agneta Westerdahl)
- 1993: O palacio dos sonhos (⁣порт.; tr. Bernardo Joffily)
- 1994:夢宮殿 / Yume kyûden (⁣японська; тр. Мітухіко Муракамі)
- 1998: Палатата на сонищата (Palatata na soništata; македон.; тр. Fatbardha Shehu)
- 2003: Az Álmok Palotája: regény (⁣угор.; ⁣ тр. Йожеф Такач)
- 2004: El palacio de los sueños (⁣ісп.; тр. Рамон Санчес Лісарральде)
- 2004: 꿈의궁전 / Kkum ŭi kungjŏn (⁣корейська); тр. 문학동네 /Kyonggi-do P'aju-si
- 2005: Het dromenpaleis (⁣нідерландська; тр. Жаклін Шеджі)
- 2005: Der Palast der Träume (⁣нім.; тр. Joachim Röhm)
- 2007: Palatul Viselor (⁣румунська; тр. Маріус Добреску)
- 2008: Pałac snow (⁣польс; тр. Дорота Городиська)
- 2012: Palača sanj (⁣словенська; тр. Luana Maliqi, Maja Novak)
- 2015:梦宫/ (Meng gong; китайська; tr. Xing Gao)
- 2015: Kākh-i ruyā'hā (⁣перська)
- 2016: قصر الاحلام : روايه / Qasr al-aḥlām: riwāyah (⁣араб.; тр. اسماعيل كاداريه ؛ ترجمه: حياة عطيه الحويك/ Ḥayāh al-Ḥuwayk ʻAṭīyah)
- 2017: Palác snů (⁣Чехія; тр. Hana Tomková)

## Адаптація
Ширін Нешат, іранська художниця з Нью-Йорка, висловила зацікавленість в екранізації «Палацу мрій», використовуючи роман, щоб дослідити «прекрасну паралель» між «темною історією Албанії та її боротьбою з комунізмом і важкою долею Ірану з ісламською революцією».